# Каролінка
Каролінка, або качка каролінська (Aix sponsa) — птах родини качкових. Широко трапляється в Північній Америці; як декоративний вид її розводять в штучних умовах по всьому світу.

## Зовнішній вигляд
Оперення у самця має чорний, білий, бронзово-синій, зелений та фіолетовий кольори. Забарвлення самки менш яскраве й доповнене білим кільцем навколо ока. У обох статей добре розвинений чуб.

## Поведінка
Найчастіше трапляється на лісових озерах, струмках, невеликих річках. Сідає на дерева, переміщається по гілках. Каролінки полюбляють болотисту місцевість, мілкі озерця, береги струмків. Гніздяться часто в дуплах дерев коло води; також можуть займати штучні хатки на ставках чи у прибережних місцях. Часом спостерігається конкуренція за ці гніздові місця з хижими птахами, а також із вивірками, причому як за природні дупла, так і за штучні (коробки, збудовані спеціально для качок, може займати вивірка сіра). Через це качки, шукаючи підходяще місце, влаштовують гнізда досить далеко від води, до кілометра і більше . Самиці вистелюють пір'ям та іншим м'яким матеріалом їхні гнізда, які можуть бути влаштовані на значній висоті, що дає певний захист від хижаків. На відміну від інших качок, лапи каролінок мають гострі кігті, що полегшує їм переміщення по гілках дерев. У південних районах гніздового ареалу каролінка може мати до двох кладок на сезон, що є рідкістю для качок у цих широтах. Самець залишає самку після початку насиджування.

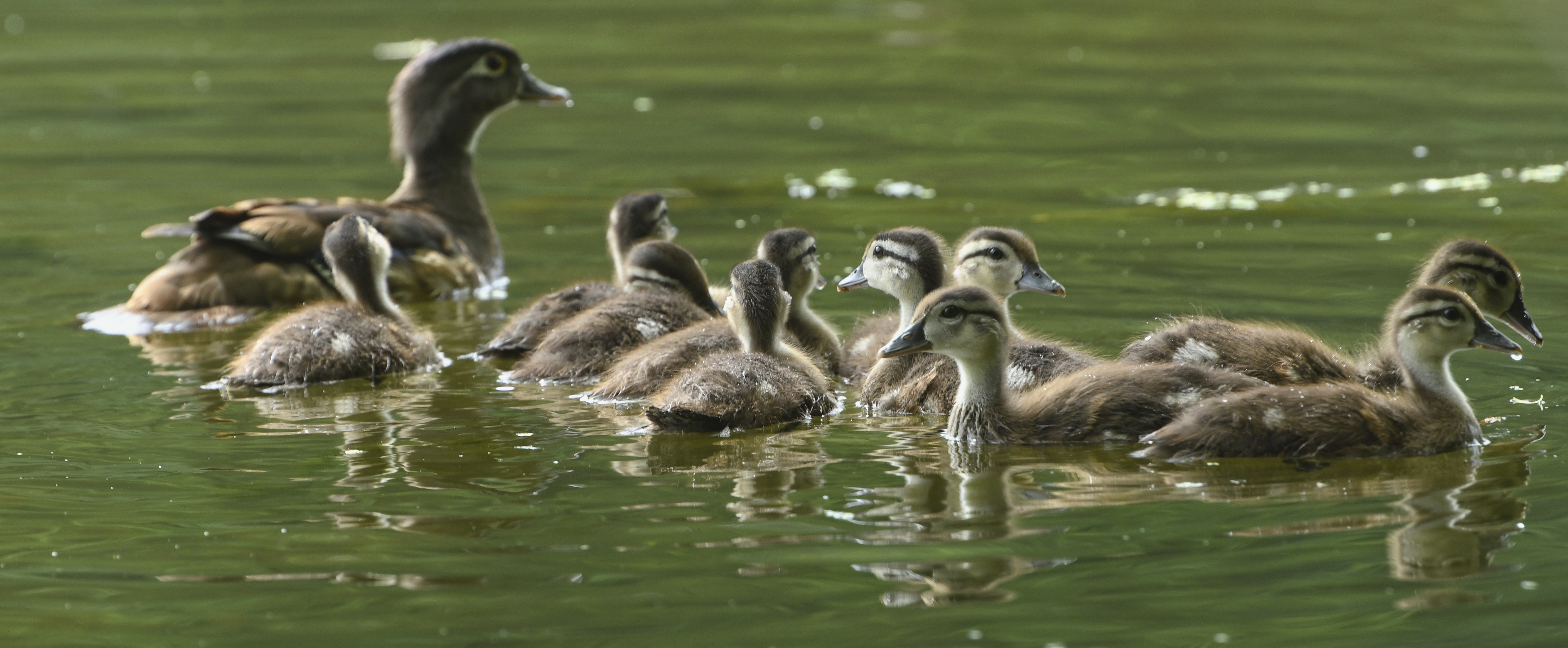
Качка з виводком

Самиця зазвичай відкладає від 7 до 15 білувато-бежевих яєць, які висиджує в середньому 30 днів. Часом, коли гніздові хатки розміщені заблизько одна від одної, самиці можуть відкладати свої яйця у чужі гнізда (і навпаки), врешті таку кладку з 30 яєць качка висидіти нездатна, що веде до неуспішної інкубації.
Після вилуплення цілком життєздатні пташенята каролінки підповзають до краю чи отвору гніздової порожнини і кидаються вниз, часом з висоти 40 м, після чого прямують до води. Мати при цьому може скликати пташенят, але жодним чином їм не допомагає. Зваживши на цю особливість, ідеальним місцем гніздування було б дерево над самою водою, що не завжди качкам вдається. Каченята готові до акробатичного стрибка і самостійного життя опісля, включаючи плавання та активний пошук їжі, вже наступного дня після вилуплення.
Качки цього типу не пірнають, а шукають поживу на мілководді, на плаву занурюючи верхню частину тіла хвостом догори. Також збирають корм з поверхні води та ходячи на березі. Їдять як рослину, так і тваринну їжу - комах, дрібних молюсків, а також ягоди, корінці, насіння і жолуді

## Гібриди

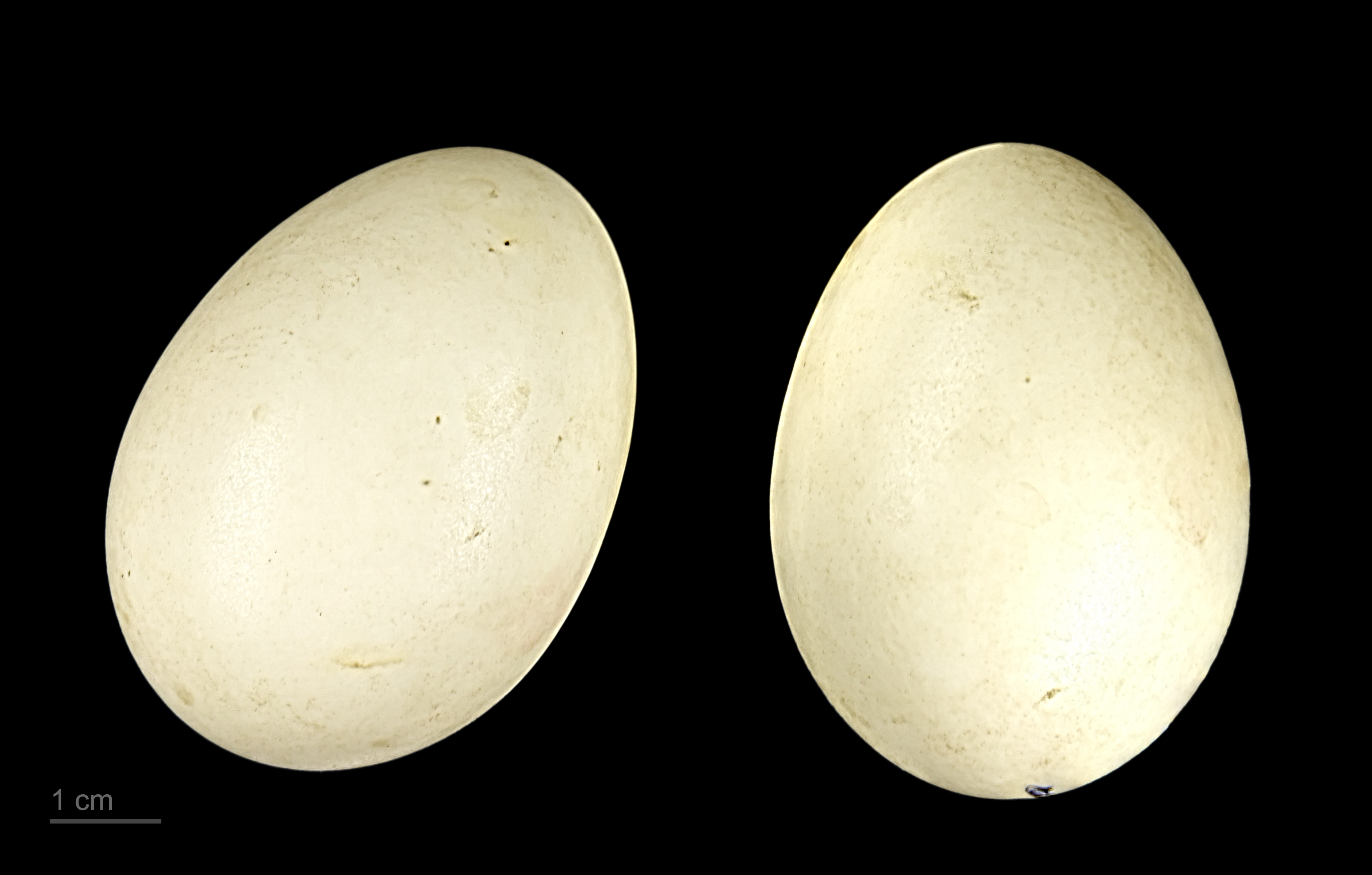
Яйця каролінки — Тулузький музей

Монотипний вид. Здатен утворювати гібриди з крижнем, черню американською, попелюхом довгодзьобим та крехом жовтооким.

## Галерея

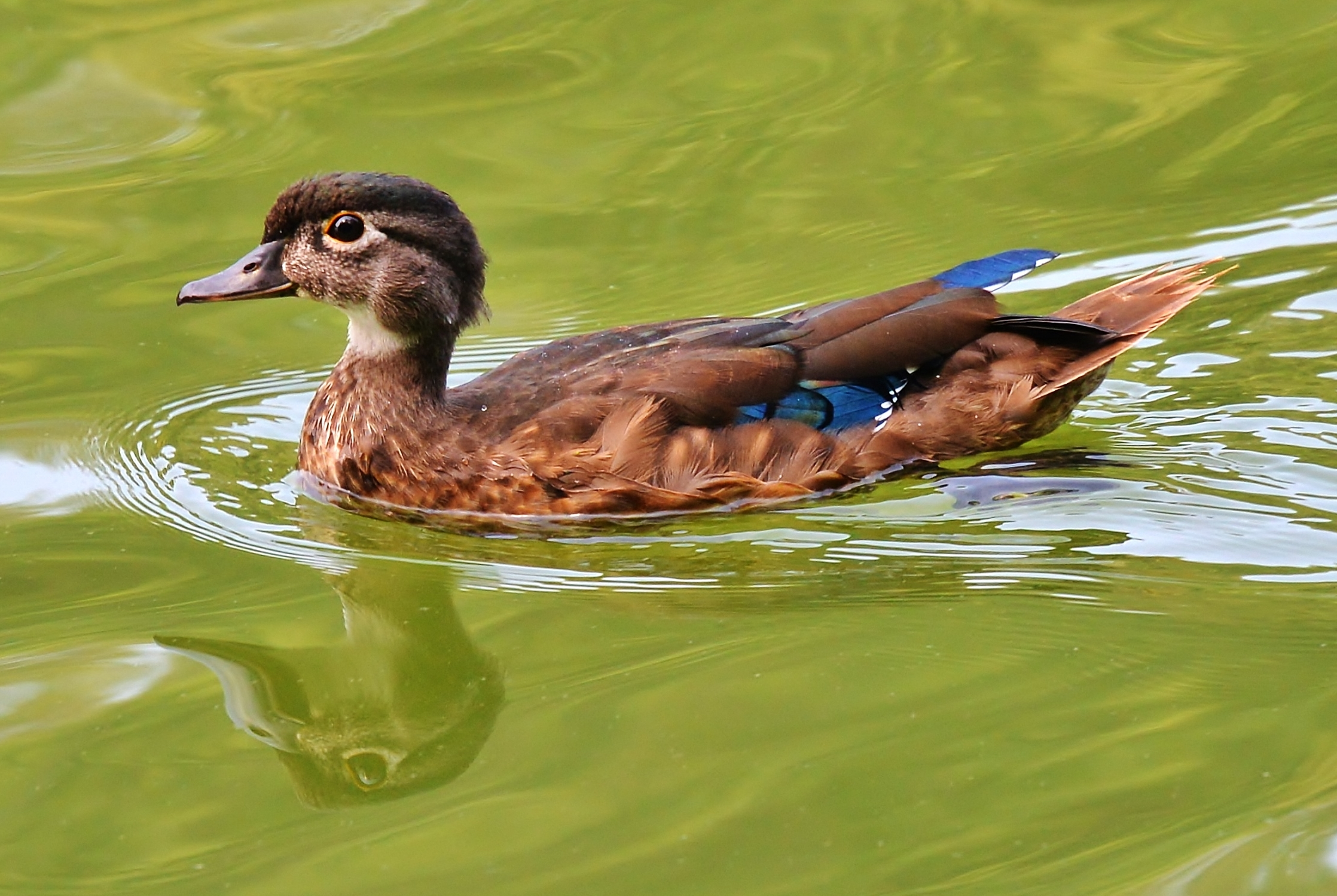
молода самиця
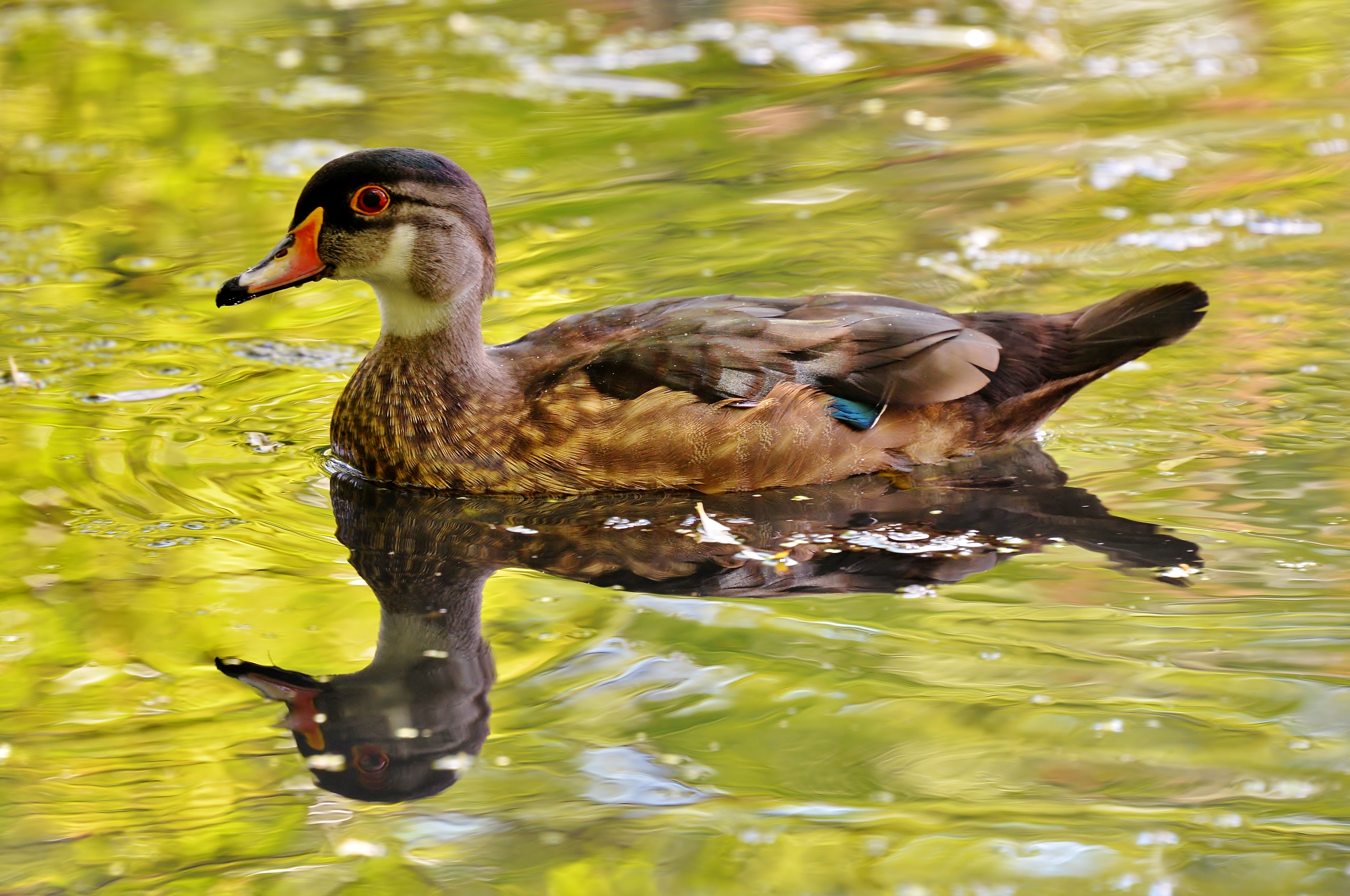
молодий самець
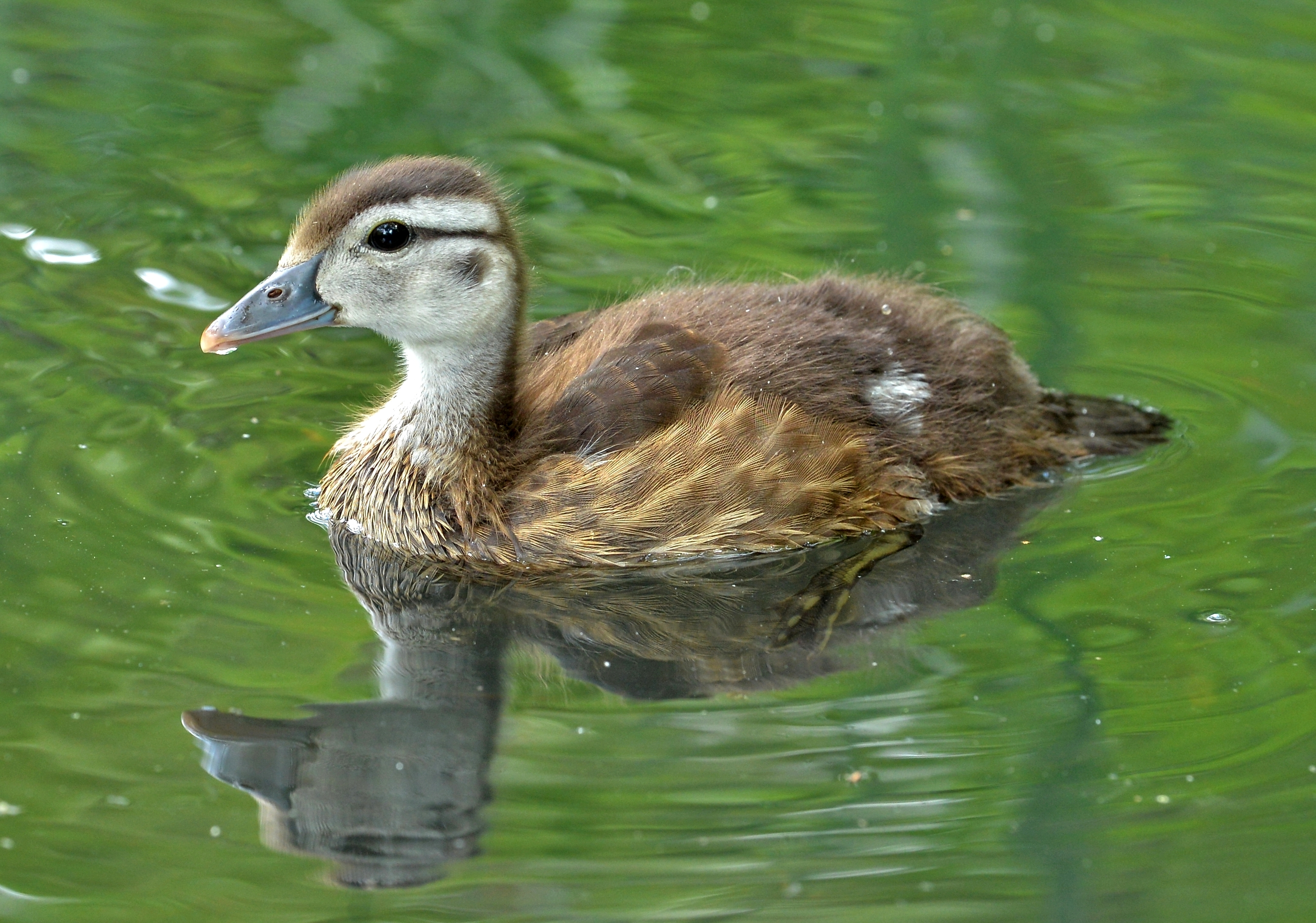
ювенільна особина